# Ганс-Гайно Франке
Ганс-Гайно Франке (нім. Hans-Heino Franke; 27 травня 1921, Шарлоттенбург — ?) — німецький офіцер-підводник, оберлейтенант-цур-зее крігсмаріне.

## Біографія
23 вересня 1940 року вступив на флот. З 8 червня по 30 жовтня 1942 року пройшов курс підводника, після чого був переданий в розпорядження 3-ї флотилії (Ла-Паліс). З 20 листопада 1942 по січень 1943 року пройшов практику вахтового офіцера на підводному човні U-373, на якому взяв участь в одному поході (22 листопада 1942 — 3 січня 1943). З січня 1943 року — 2-й, з квітня 1943 року — 1-й вахтовий офіцер на U-373, на якому взяв участь у ще п'яти походах.
З 1 травня по 16 червня 1944 року пройшов курс командира човна, після чого був направлений в кадровий резерв 21-ї флотилії (Піллау). В листопаді 1944 року направлений на будівництво U-2355. З 12 січня 1945 року — командир U-2355. 3 травня 1945 року наказав затопити човен в рамках операції «Регенбоген». 8 травня 1945 року взятий в полон британськими військами.

## Звання
- Кандидат в офіцери (23 вересня 1940)
- Фенріх-цур-зее (1 серпня 1941)
- Оберфенріх-цур-зее (1 липня 1942)
- Лейтенант-цур-зее (1 січня 1943)
- Оберлейтенант-цур-зее (1 жовтня 1944)

## Нагороди
- Нагрудний знак підводника (14 квітня 1943)
- Залізний хрест
  - 2-го класу (1943)
  - 1-го класу (1944)